# A Ditadura Acabada
A Ditadura Acabada, publicado em 2016, é o quinto e último volume da monumental obra O Sacerdote e o Feiticeiro de Elio Gaspari sobre a ditadura militar brasileira, e trata do período de 1976-1984.

## Enredo
O início do Golpe de 1964 é marcado, segundo Gaspari, por atos de duas pessoas:
"Quando a notícia da rebelião do general Olympio Mourão Filho chegou à Vila Militar do Rio de Janeiro, na manhã de 31 de março de 1964, o capitão Heitor Ferreira e o tenente Freddie Perdigão encontravam-se no quartel do 1º Regimento de Reconhecimento Mecanizado, o famoso RecMec. Tinham cursado juntos a Academia Militar das Agulhas Negras. Perdigão, de 26 anos, era um oficial comum, corpulento, bom articulador, e mantinha-se longe das movimentações políticas daqueles dias. Um ano mais velho, Heitor era um capitão napoleônico. Primeiro aluno de sua turma na AMAN, combatera na guerra de telefonemas da crise da renúncia de Jânio Quadros, em 1961, e gravitava em torno de coronéis e generais hostis ao governo do presidente João Goulart. Ao meio-dia, a tropa do I Exército foi colocada de prontidão."
Deste modo é que Elio Gaspari inicia seu encerramento de sua pentalogia, com a mesma intensidade com que iniciou ou talvez, com um feeling ainda mais apurado, próprio de quem percorreu um caminho árduo.